# 주쿄 경마장

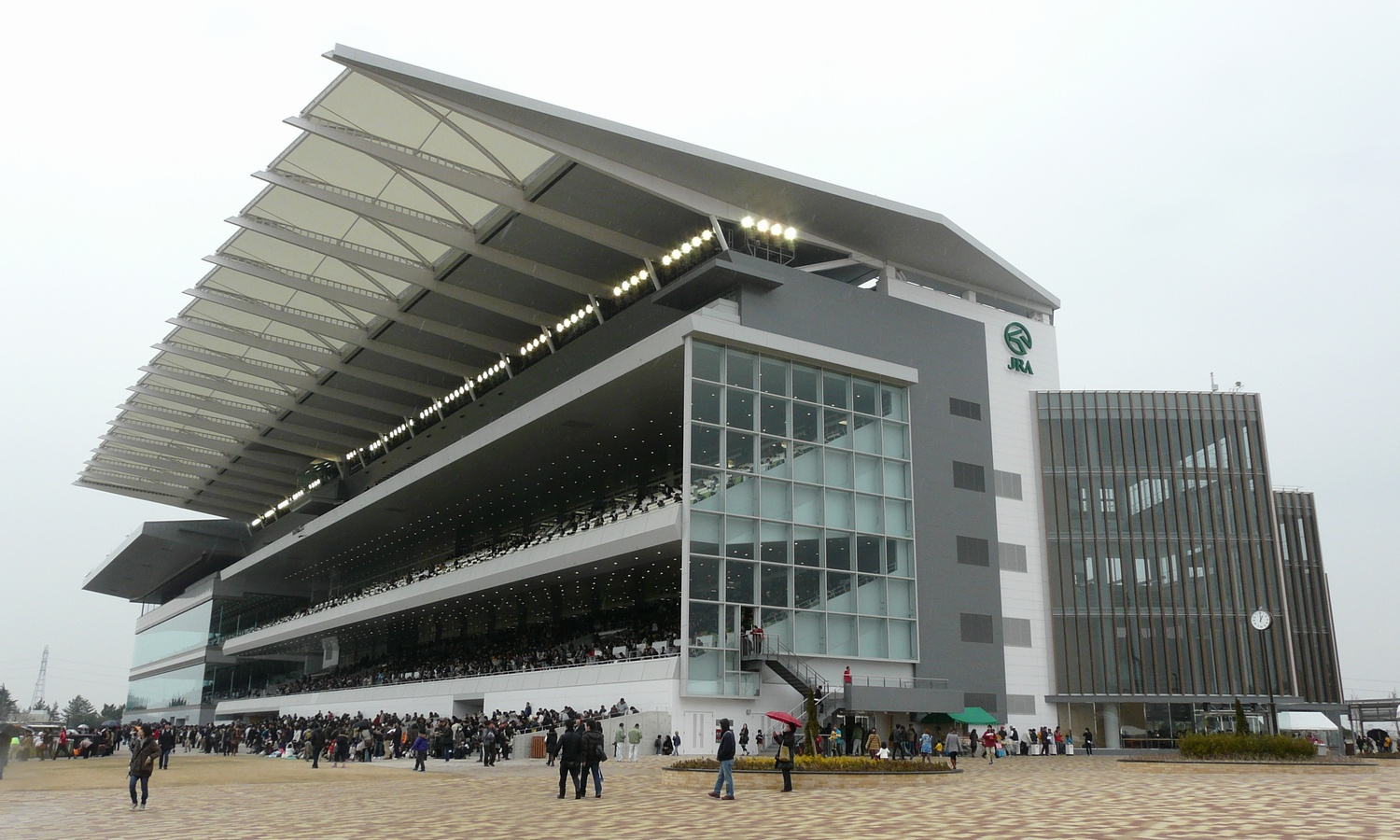

주쿄 경마장(일본어: 中京競馬場 주쿄케이바조[*], 영어: Chukyo Racecourse)은 일본 아이치현 도요아케시에 있는 경마장이다.